# Christian Friis (atlet)
 For alternative betydninger, se Christian Friis. (Se også artikler, som begynder med Christian Friis)
Christian Friis (født 1973) er dansk tidligere løber. 
Friis begyndte at løbe som 13 årig i 1986. I 1992 deltog han på junior holdet ved VM cross i Boston. Yderligere har han været nummer tre på den danske maraton rangliste i 1996 med tiden 2:22:08 i Berlin Marathon. 
I 1997 rejste han til USA for at løbe og tage en uddannelse som journalist og en master i kommunikation og marketing. Efter et år på University of Memphis, flyttede han til Hawaii Pacific University i 1998 og blev West Regional Mester i cross. Efter Friis havde afsluttet sin uddannelse begyndte han, at stå for træningen af universitets cross holdet i otte år indtil han flyttede tilbage til Europa. 
Friis træner sine løbere efter Arthur Lydiards principper.    
Friis er sportschef i Københavns Idræts Forening og redaktør for Run Denmark.

## Personlige rekorder
- 800 meter: 1:59:96
- 1500 meter: 4:01.10
- 3000 meter: 8:31:10
- 5000 meter: 14:51
- 10km landevej: 30:20
- Halvmaraton: 1:07:11
- Maraton: 2:22:08

 Der er for få eller ingen kildehenvisninger i denne artikel, hvilket er et problem. Du kan hjælpe ved at angive troværdige kilder til de påstande, som fremføres i artiklen.

| Atletikudøver | Spire Denne biografi om en dansk atletikudøver er en spire som bør udbygges. Du er velkommen til at hjælpe Wikipedia ved at udvide den. |